# Joki Tewes
Joki Tewes (* 1978 in Lippe) ist eine deutsche Bühnen- und Kostümbildnerin.

## Leben
Tewes arbeitete vor dem Studium für eine Spielzeit als Kostümassistentin am Landestheater Detmold. Von 1999 bis 2003 studierte sie an der Universität der Künste Berlin Bühnenkostüm bei Martin Rupprecht und Florence von Gerkan und anschließend bis 2007 Bühnenbild in der Klasse von Hartmut Meyer. Während des Studiums arbeitete sie immer wieder als Assistentin für Kostüm- und Bühnenbildner. 2003 fertigte sie Kostüme für Philemon und Baucis an der Staatsoper Unter den Linden, 2005 das Bühnenbild für Die verkaufte Braut im Schlosstheater Rheinsberg.
Seit 2007 arbeitet Tewes meist mit Jana Findeklee als Bildnerteam für Schauspiel und Oper. 2011 waren sie für das Bühnenbild und die Kostüme in Florian Lutz’ Inszenierung von Così fan tutte am Anhaltischen Theater Dessau zuständig. Im Bereich Kostüm verbindet sie eine Zusammenarbeit mit Frank Castorf am Schauspielhaus Zürich und am Residenztheater München. Am Theater Freiburg realisierten beide ab dem Jahr 2009 Produktionen mit Thomas Krupa und Christoph Frick. Mit Sebastian Baumgarten arbeiten sie seit 2012 für das Staatstheater Stuttgart, das Theater Bremen und für die Schauspielhäuser Düsseldorf, Hamburg und Zürich. Mit Christian Weise setzten die beiden den Kaufmann von Venedig in der Inszenierung am Staatstheater Darmstadt um. Für die Berliner Volksbühne schufen die beiden Bühnenbild und Kostüme für Der Mann mit dem goldenen Gebiss. Auch am Schauspiel Köln und am Staatstheater Darmstadt sind die beiden als Bühnen- und Kostümbildnerinnen tätig.
2013 wurde Sebastian Baumgartens Inszenierung Die heilige Johanna der Schlachthöfe zum Theatertreffen der Berliner Festspiele eingeladen. Tewes und Findeklee hatten hier die Kostüme entworfen. 2015 fertigten Tewes und Findeklee die Kostüme für Albert Ostermaiers Gemetzel bei den Wormser Nibelungenfestspielen. Die von Tewes&Findeklee verantworteten Kostüme für die Aufführung von Dante Alighieris Göttlicher Komödie am Schauspielhaus Köln wurde von Kritikern als „sehr facettenreich“ gewürdigt.
2016 fertigten sie die Kostüme für Haydns Orlando paladino in Zürich an, erarbeiteten eine Videoinstallation für Wozzeck am Theater Bremen und arbeiteten am Staatstheater Stuttgart mit Sebastian Baumgarten für Gogols Die toten Seelen.

## Auszeichnungen
- 2018: Deutscher Theaterpreis Der Faust in der Kategorie Bühne/Kostüm gemeinsam mit Jana Findeklee für Wilhelm Tell am Schauspiel Köln in Koproduktion mit dem Theater Basel